# Margva
Margva (ryska: Маргва) är ett vattendrag i Belarus.   Det ligger i voblasten Vitsebsks voblast, i den norra delen av landet, 150 km norr om huvudstaden Minsk.
I omgivningarna runt Margva växer i huvudsak blandskog. Runt Margva är det ganska glesbefolkat, med 27 invånare per kvadratkilometer.